# L. Kroiss
Die L. Kroiss GmbH & Co. KG, auch als Firma Ludwig Kroiss oder kurz Kroiss bekannt, war ein Busreiseunternehmen und ein Stadtbusbetreiber in Rosenheim, Bayern.

## Geschichte

### Reisebusbetrieb
L. Kroiss wurde 1928 als Reiseunternehmen gegründet. Als Freund von Otto Kässbohrer war das Unternehmen Kroiss das erste, das einen Setra S8 besaß; das Fahrzeug trug die Fahrgestellnummer 1. Am 8. April 1962 verstarb der Firmengründer Ludwig Kroiss.
Der Reiseverkehr wurde seit 2007 in Zusammenarbeit mit dem Hofoldinger Unternehmen Geldhauser durchgeführt. Das Geschäftsfeld „Reisebus“ wurde mit Beginn der Corona-Pandemie abgestoßen. Das Kundencenter am Rosenheimer Busbahnhof vermittelt jedoch weiter Reisebusfahrten für die Firma Geldhauser.
Das Unternehmen wird heute von Ingmar Töppel geleitet.

### Stadtbusbetrieb
Im Jahr 1959 wurde der Stadtbusbetrieb unter der Marke Kroiss aufgenommen. Zwischen 1991 und 2003 wurde dieser in Kooperation mit der Stadt Rosenheim und den Stadtwerken durchgeführt; aufgrund diverser Spannungen führt Kroiss den Stadtbusbetrieb seitdem wieder alleine und eigenwirtschaftlich durch.
Im Jahr 2002 wurde am Rosenheimer Busbahnhof der heute „TicketZentrum“ genannte Geschäftsraum eröffnet, welcher ein zentraler Anlaufpunkt zum Ticketkauf für regionale und einige überregionale Sport- und Unterhaltungsveranstaltungen ist. Neben dem Ticketverkauf haben auch der Stadtverkehr und die Busreisen einen Schalter im TicketZentrum.
2011 wurde der Stadtbusverkehr in das Unternehmen Stadtverkehr Rosenheim GmbH ausgegliedert.
Das Unternehmen bezeichnete sich seinerzeit als den einzigen Betrieb in Deutschland, der den ÖPNV in einem Oberzentrum eigenwirtschaftlich verantwortet. Seit dem Übertrag der Konzession auf den RVO wird der Stadtbus durch die Stadt Rosenheim finanziert.

## Stadtverkehr seit 2011
Die Stadtverkehr Rosenheim GmbH betrieb von 2011 bis zum 30. April 2024 den Stadtbusverkehr in Rosenheim. Pro Jahr bewegte dieses Unternehmen etwa 4 Millionen Personen in Rosenheim, Kolbermoor und Pfaffenhofen (Gmde. Schechen). Das Unternehmen hatte etwa 60 Mitarbeiter und betrieb 20 Linien, davon 14 Tag- und 6 Nachtlinien; diese wurden Montag–Samstag bedient. Der Brechpunkt aller Linien, egal ob Tag- oder Nachtlinie, war die Haltestelle Stadtmitte, auch bekannt als Rosenheim Busbahnhof. An Sonntagen ruhte der Betrieb und stattdessen wird ein Anrufsammeltaxi eingesetzt. Dieses wurde, im Auftrag der Stadtwerke Rosenheim, von der Firma Taxi Edelweiß bedient; um Abfahrtsstellen des AST kenntlich zu machen, sind an den alten Haltestellenschildern dementsprechende Einschübe zu finden.
Die normalen Linien verkehrten in der Regel von 5 Uhr bis 20 Uhr (Mo–Sa), im Anschluss setzte der Nachtverkehr ein. Der Nachtverkehr endete spätestens gegen 2 Uhr. Einige Linien kombinierten/ergänzten sich gegenseitig.
Seit dem 10. Dezember 2023 ist der Stadtverkehr Rosenheim vollständig in den Münchner Verkehrs- und Tarifverbund integriert. Die Liniennummern wurden im Zuge dessen auf ein dreistelliges Nummernschema geändert.
Im Tagverkehr deckten die Linien 401 bis 414, im Abendverkehr die Linien 420 bis 429 das Stadtgebiet ab.
Zum 28. Oktober 2021 wurde bekannt gegeben, dass die Konzessionen der Stadtverkehrslinien zum 1. November 2021 von der Stadtverkehr Rosenheim GmbH auf die Regionalverkehr Oberbayern GmbH übertragen werden. Der SVR wird weiterhin den Stadtverkehr bedienen, fungiert ab dem 2. November 2021 jedoch als Subunternehmen des RVO.
Am 28. Februar 2024 gab die Stadt Rosenheim bekannt, dass der Stadtbusverkehr in Rosenheim ab 1. Mai 2024 durch eine neue kommunale Gesellschaft, die Verkehrsgesellschaft Rosenheim GmbH & Co. KG, übernommen wird. Diese übernimmt alle Busse und Mitarbeitende der Stadtverkehr Rosenheim GmbH, zusätzlich werden die Konzessionen vom RVO auf die neue VGR übertragen.
Als Nachfolgegesellschaft führt die Verkehrsgesellschaft Rosenheim GmbH & Co. KG das Stadtbusangebot in Rosenheim im bestellten Umfang weiter durch. Neuer Geschäftsführer der VGR ist Tobias Weiß.

## Fahrzeuge
Für den Stadtbusverkehr besaß das Unternehmen 25 Niederflurbusse der Hersteller MAN und Mercedes-Benz.